# 3D film
3D, 3-D (trodimenzionalni) ili S3D film (stereoskopski 3D film) film je koji pojačava iluziju percepcije dubine. Potječe od stereotoskopske fotografije, a nastaje tako da običan sistem kamera snima slike iz dvije perspektive (ili računalna grafika stvara dvije perspektive u postprodukciji), nakon čega se specijalni projektori i naočale koriste za stvaranje iluzije dubine prilikom gledanja filma. 3D filmska tehnologija nije ograničena samo na kinodvorane, već televizijske emisije i direct-to-video filmovi takođerer koriste iste metode, posebno nakon razvoja televizije i Blu-ray 3D.
3D filmovi su u određenim oblicima postojali još od 1915. godine, ali su uglavnom bili na marginama svjetske kinematografije prije svega zbog izuzetno skupe opreme i složenih postupaka za snimanje i prikazivanje 3D filmova, kao i nedostatka standardnih formata. 1950-ih je američka kinematografija počela značajnije koristiti novu tehnologiju u nastojanju da se suprostatvi sve većoj popularnosti televizije, iako su takvi filmovi relativno brzo izašli iz mode. 1980-ih i 1990-ih je došlo do renesanse 3D filma, i to zahvaljujući popularnosti IMAX kinodvorana i Disneyjevih tematskih parkova. 3D filmovi su postali uspješni tek 2000-ih i to zahvaljujući dotada rekordnom uspjehu filma Avatar krajem 2009. i početkom 2010. godine.

## Vanjske poveznice
- (engl.) Popis 3D filmova u 2016. godini  Arhivirana inačica izvorne stranice od 11. rujna 2016. (Wayback Machine) na 3dstreaming.org
- (engl.) Arhiv 3D filmova